# Digera muricata
Digera es un género monotípico de  fanerógamas pertenecientes a la familia Amaranthaceae. Su única especie: Digera muricata, es originaria de Asia.

## Descripción
Es una hierba anual, que alcanza un tamaño de 20-50  cm de altura, simples o con ramas ascendentes desde cerca de la base, tronco y ramas muy escasamente glabras o pilosas, con crestas pálidas. La lámina de la hoja estrecha a ampliamente ovada lineal de  20-60  x  6-30  mm, glabra, aguda o acuminada en el ápice,  pecíolo delgado, en las hojas inferiores hasta de 5 cm, acortándose en las hojas superiores. Las flores de color blanco teñidas con rosa carmín o rojo, llegando a ser generalmente de color blanco verdoso en la fruta, las inflorescencias en racimos axilares largos y delgados de hasta  30 cm de largo, más laxo a continuación; brácteas persistentes, deltoideo-lanceoladas, acuminadas, 1-2.75 mm, glabras, membranosas con un nervio central verde o marrón. Frutos subglobosos, levemente comprimidos, de 2-2.5 mm.

## Distribución y hábitat
Se encuentra en el sur de Asia tropical desde Arabia y Yemen a Afganistán, India, Sri Lanka, Malasia e Indonesia. También en S., C. y E. África tropical y Madagascar. En todas partes es considerada como una mala hierba de cultivo y ruinas, y presente como tal en Pakistán hasta una altitud de al menos 1500 metros.

## Taxonomía
Digera muricata fue descrita por  (Carlos Linneo) Carl Friedrich Philipp von Martius y publicado en Novorum Actorum Academia Caesareae Leopoldinae-Carolinae Germanicae Naturae Curiosorum 13(1): 285. 1826.
Variedades
- Digera muricata subsp. trinervis C.C.Towns.

Sinonimia
| - Achyranthes alternifolia L. - Achyranthes alternifolia Russell ex Wall. - Achyranthes ciliata Lam. - Achyranthes digera Poir. - Achyranthes muricata L. - Achyranthes polygonoides Retz. - Amaranthus arvensis (Forssk.) K.Krause - Celosia muricata Spreng. - Chamissoa arabica Spreng. - Chamissoa ciliata Spreng. - Chamissoa commutata Spreng. - Chamissoa muricata Spreng. - Cladostachys alternifolia Sweet - Cladostachys arborescens D.Dietr. | - Cladostachys muricata Moq. - Desmochaeta alternifolia DC. - Desmochaeta ciliata Schult. - Desmochaeta muricata DC. - Digera alternifolia (L.) Asch. - Digera arvensis Forssk. - Digera ciliata (Lam.) Mart. - Digera forsskaolii Blume - Digera frutescens Juss. ex Steud. - Eclotoripa annua Raf. - Eclotoripa fruticosa Raf. - Steiremis ciliata Raf. - Uretia alternifolia Raf. - Digera angustifolia Suess. |